# Puž bačvaš
Puž bačvaš (lat. Tonna Galea) je vrsta morskog puža.

## Opis
Kućica puža bačvaša je velika i krhka, bačvastog oblika, blijedo sivožućkaste do smeđe boje. Tijelo puža je bijele boje s crnim pjegama. Raste do 30cm duljine, a dostiže težinu i do 1.5kg. Uz tritonovu trubu najveća je vrsta puža u Jadranu. Obitava na 10 do 150m dubine.

## Zaštita
U Jadranu spadaju u zaštićene vrste i vađenje ovih puževa iz mora kažnjivo je novčanom kaznom.